# Sinapsi

Sinapsi. 1- Axó de la cèl·lula presinàptica; 2- Botó terminal de l'axó; 3- Vesícules amb neurotransmissors i neurotransmissors; 4- Receptors; 5- Dendrita de la cèl·lula postsinàptica

Una sinapsi és un tipus d'unió especialitzada mitjançant la qual les neurones s'envien senyals entre si i/o a les cèl·lules no neuronals com les musculars o secretores. El terme "sinapsi" va ser encunyat per sir Charles Scott Sherrington el 1897 al seu treball "The integrative action of the nervous system".
Les sinapsis químiques permeten a les neurones formar circuits dins del sistema nerviós central. Són crucials per als processos biològics que determinen la percepció i el pensament. Permeten al sistema nerviós central connectar i controlar altres sistemes del cos. Una neurona allibera un neurotransmissor a la sinapsi que connecta amb una altra neurona. Aquests neurotransmissors han de sortir de la sinapsi adequadament perquè la sinapsi estigui preparada pel seu òptim funcionament al més aviat possible. Les sinapsis químiques no són l'únic tipus de sinapsi biològica: les sinapsis elèctriques i les immunològiques també existeixen. Amb tot, sense cap adjectiu qualificatiu “sinapsi” significa sinapsi química.

## Estructura
Les sinapsis són connectors funcionals entre neurones, o entre neurones i altres tipus de cèl·lules. Una neurona típica amplifica el senyal a uns centenars de neurones encara que hi ha alguns tipus que fan disminuir el senyal. La majoria dels senyals connecten axons amb dendrites, però també hi ha altres tipus de connexions incloent axó-cèl·lula-cos, axó-axó i dendrita-dendrita. Les sinapsis normalment són massa petites per a ser reconegudes utilitzant un microscopi òptic excepte com punts on les membranes de dos cèl·lules semblen tocar-se, però els seus elements cel·lulars poden ser visualitzats mitjançant un microscopi electrònic. Les sinapsis químiques transmeten informació directament des d'una cèl·lula presinàptica fins a una postsinàptica. Són per tant asimètriques tant en estructura com en funció. El terminal de la neurona presinàptica (o final sinàptic) és una àrea especialitzada dins de l'axó de la cèl·lula presinàptica que conte neurotransmissors dins de petites esferes a una porció de membrana, anomenades vesícules sinàptiques. Aquestes vesícules es troben a la membrana plasmàtica presinàptica en regions anomenades zones actives (AZ). Les regions immediatament oposades contenen receptors de neurotransmissors. Per a sinapsis entre dos neurones la regió postsinàptica hauria de trobar-se a les dendrites o al cos cel·lular. Just al darrere de la membrana postsinàptica es troba un elaborat complex de proteïnes connectores anomenades de densitat postsinàptica (PSD). Aquestes proteïnes estan involucrades en enganxar i traficar amb els receptors dels neurotransmissors i modular la seva activitat. Els receptors i els PSD es troben sovint a protrusions especialitzades de l'eix dendrític principal anomenades sinapsi dendrítica.
Entre les cèl·lules pre i post sinàptiques hi ha un buit 20 nm d'amplada: l'escletxa sinàptica. El seu petit volum permet que la concentració del neurotransmissor augmenti i disminueixi ràpidament. Les membranes de les dos cèl·lules adjacents romanen unides per proteïnes d'adhesió cel·lular.

## Alliberament del neurotransmissor
L'alliberament d'un neurotransmissor s'inicia amb l'arribada d'un impuls nerviós (o potencial d'acció) i ocorre mitjançant un ràpid i inusual procés de secreció cel·lular, també conegut com a exocitosi. L'arribada del potencial d'acció produeix un influx d'ions calci mitjançant voltatge dependent, canals selectius d'ions calci a sota del potencial d'acció (final del corrent). Llavors els ions calci provoquen una cascada bioquímica que finalitza amb la fusió de les vesícules amb les membranes presinàptiques i alliberant el seu contingut a dins de l'escletxa sinàptica amb l'entrada de calci en sobre uns 180 microsegons. La fusió de vesícules es realitza al terminal presinàptic per l'acció d'una sèrie de proteïnes anomenades SNARES. Com els ions calci entren a la neurona presinàptica, la seva unió amb les proteïnes localitzades dins les membranes de les vesícules sinàptiques que permeten a les vesícules tancar-se. A causa de la unió dels ions calci, les proteïnes de les vesícules comencen a allunyar-se, resultant-ne la creació d'un porus de fusió. La presència del porus permet l'alliberament del neurotransmissor en l'espai sinàptic. La membrana afegida per aquesta fusió es recicla després per endocitosi, tot formant noves vesícules plenes de neurotransmissors.

## Senyalització a l'espai sinàptic
Aquí es presenta un resum de la seqüència d'esdeveniments que té lloc durant la transmissió sinàptica des d'una neurona presinàptica fins a una cèl·lula postsinàptica. A excepció de l'últim pas, el procés sencer es realitza en unes poques dècimes de mil·lisegon.
1. El procés comença amb una ona d'excitació electroquímica anomenada potencial d'acció, que viatja al llarg de la membrana de la cèl·lula presinàptica fins que arriba a la sinapsi.
2. La despolarització elèctrica de la membrana a la sinapsi causa l'obertura de canals permeables als ions calci.
3. Els ions calci flueixen de la membrana presinàptica fent augmentar ràpidament la concentració de calci a la sinapsi.
4. L'elevada concentració de calci activa una sèrie de proteïnes sensibles al calci unides a vesícules que contenen un neurotransmissor químic.
5. Aquestes proteïnes canvien de forma causant la fusió de les membranes de la cèl·lula presinàptica amb les de les vesícules. Així s'obren les vesícules, alliberant els neurotransmissors a l'escletxa sinàptica.
6. Els neurotransmissors es difonen a l'escletxa. Alguns escapen però d'altres s'uneixen a les molècules químiques receptores localitzades a la membrana de la cèl·lula postsinàptica.
7. Els neurotransmissors units causen l'activació de la molècula receptora (els detalls d'aquest procés encara no es coneixen). Hi ha diversos tipus d'activació possibles. En qualsevol cas, aquest és el pas clau pel qual el procés sinàptic afecta el comportament de la cèl·lula postsinàptica.
8. A causa del tremolor tèrmic, les molècules neurotransmissores eventualment poden trencar la seva unió als receptors i dispersar-se.
9. El neurotransmissor és reabsorbit majoritàriament per la cèl·lula presinàptica i després reempaquetat per a futures transmissions o destruït metabòlicament.

## Unió al receptor
Els receptors del costat oposat de l'espai sinàptic s'uneixen a les molècules de neurotransmissors i responen obrint-se a prop dels canals iònics a la membrana de la cèl·lula postsinàptica, fent fluir els ions cap a dins o fora i canviant el potencial transmembrana de la cèl·lula. El canvi resultant en el voltatge s'anomena potencial postsinàptic. En general el resultat és excitador en el cas dels corrents de despolarització, o inhibidors quan es tracte de corrents d'hiperpolarització. Que la sinapsi sigui excitadora o inhibidora depèn del tipus de canal conductor de corrent postsinàptica que s'activa, que en resum és un indicador del tipus de receptors i neurotransmissors emprats a la sinapsi.

## Terminació
Després que una molècula de neurotransmissor s'uneixi a una de receptor, no romanen unides per sempre, abans o després la unió es trencarà com a conseqüència d'un canvi de temperatura brusc i atzarós. Un cop el neurotransmissor se separa pot ser allunyat o unit de nou a una altra molècula de receptor. Sigui com sigui, el conjunt de neurotransmissors experimentant aquest cicle d'unió i desunió, acaba atenuant-se. Les molècules de neurotransmissors són habitualment retornades en un o dos processos, depenent del tipus de sinapsi, són tant recollides per la cèl·lula presinàptica (i llavors processades per a un re alliberament durant un potencial d'acció posterior) com destruïdes per enzims especials. El temps emprat per aquest procés de “neteja” varia molt per diferents tipus de sinapsi: des de mil·lisegons per a la més ràpida a uns quants segons per la més lenta.

## Regulació de la transmissió sinàptica
La transmissió sinàptica pot ser regulada per deslocalització, plasticitat homosinàptica o plasticitat heterosinàptica.

## Deslocalització
La deslocalització dels receptors postsinàptics és una disminució en la resposta pel mateix estímul del neurotransmissor. Significa que la força de la sinapsi pot disminuir quan una sèrie de potencials d'acció arriben en ràpida successió – un fenomen que augmenta per a l'anomenada dependència de freqüència de les sinapsis. El sistema nerviós explota aquesta propietat per propòsits computacionals i pot disposar les seves sinapsis cap a la fosforilació dels proteïnes involucrades.

## Plasticitat homosinàptica
La plasticitat homosinàptica és un canvi de la força sinàptica que resulta de la història de l'activitat d'una sinapsi particular. Aquest pot ser el resultat de canvis en el calci presinàptic com retroalimentació sobre els receptors presinàptics, per exemple una forma de senyalització autocrina. La plasticitat homosinàptica pot afectar la relació entre calci i l'alliberament de vesícules. També pot donar-se a la naturalesa. Pot provocar tant un augment com una disminució de la força sinàptica. Un exemple són les neurones del sistema nerviós simpàtic (SNS) que allibera noradrenalina, que a més d'afectar els receptors postsinàptics afecta també als receptors alfa 2 adrenèrgic, presinàptics, inhibint el futur alliberament de noradrenalina. Això s'utilitza amb clonidina per realitzar efectes inhibidors en el SNS.

## Plasticitat heterosinàptica
La plasticitat heterosinàptica és un canvi en la força sinàptica que resulta de l'activitat d'altres neurones. De nou la plasticitat pot canviar el nombre de vesícules o el seu grau de replegament o de relació entre l'alliberament de calci i vesícules. Addicionalment pot afectar directament l'influx de calci. La plasticitat heterosinàptica pot també ser postsinàptica a la natura, afectant els receptors sensitius. Un exemple són novament les neurones del SNS, que alliberen noradrenalina, la qual a més genera un efecte inhibidor en els extrems terminals de les neurones del SN parasimpàtic.

## Efectes de les drogues
Una de les característiques de les sinapsis químiques és que constitueixen l'àmbit d'acció de la majoria de drogues psicoactives. Drogues com el curare, la cocaïna, LSD, la morfina, l'alcohol i moltes altres afecten les sinapsis. Aquestes drogues tenen diferents efectes en la sinapsi i sovint restringeixen la seva actuació a sinapsis que utilitzen un neurotransmissor específic. El curare per exemple és un verí que atura l'acció de l'acetilcolina, despolaritzant la membrana postsinàptica, causant paràlisi. La morfina, actua en les sinapsis que fan servir endorfina com neurotransmissor i l'alcohol augmenta l'efecte inhibidor del neurotransmissor GABA. L'LSD interfereix en sinapsis que utilitzen serotonina, causant al·lucinacions. La cocaïna bloqueja la recuperació de dopamina i per això incrementa els seus efectes.

## Integració de les entrades sinàptiques
En general si una sinapsi excitadora és forta, té un potencial d'acció en la neurona presinàptica que induirà un altre a una postsinàptica. En una sinapsi forta, el potencial excitador postsinàptic (EPSP) no arribarà al llindar per la iniciació del potencial d'iniciació. En el cervell, però cada neurona forma sinapsis amb moltes altres i per aquest motiu cada entrada sinàptica rep de moltes altres. Quan els potencials d'acció es disparen simultàniament en moltes neurones que tenen sinapsis febles en una sola cèl·lula, es pot iniciar un impuls en aquesta cèl·lula encara que les sinapsis siguin febles. Aquest procés és conegut com a “sumatori”. D'altra banda, la neurona presinàptica allibera un neurotransmissor inhibidor que com GABA, pot causar un potencial postsinàptic inhibidor en la neurona postsinàptica disminuint la seva excitabilitat i, per tant, disminuint la probabilitat de la neurona de disparar un potencial d'acció. En aquest sentit les sortides d'una neurona, poden dependre de les entrades de moltes altres, cada una de les quals pot tenir diferents graus d'influència depenent de la força d'aquesta sinapsi amb aquella neurona. John Carew Eccles desenvolupà alguns dels experiments sobre integració sinàptica més recents i importants, per la qual cosa va rebre el Premi Nobel per psicologia o medicina en 1963. Els complexos de relació entrada/sortida formen les bases de les computacions bàsiques de transistors en ordinadors i es pensa que són similars en els circuits neuronals.

## Força sinàptica
La força d'una sinapsi es defineix pel canvi de potencial transmembrana resultat d'una activació dels receptors dels neurotransmissors postsinàptics. Aquest canvi en el voltatge és conegut com un potencial postsinàptic i és un resultat directe dels corrents iònics que van a través dels canals iònics postsinàptics. Els canvis en la força sinàptica poden ser curts i sense canvis estructurals permanents a les neurones, tardant de segons a minuts, o llargs (LTP) en el qual, activacions sinàptiques repetitives o contínues poden resultar, en una segona transmissió, molècules iniciadores de la síntesi de proteïnes, resultant una alteració de l'estructura de la mateixa sinapsi. L'aprenentatge i la memòria es creuen resultat dels canvis llargs en la força sinàptica, mitjançant un mecanisme conegut com a plasticitat sinàptica.

## Transmissió de volum
Quan un neurotransmissor és alliberat en una sinapsi, arriba a la seva concentració màxima dins de l'estret espai de l'escletxa sinàptica, però alguns d'ells escapen o es perden abans de ser reabsorbits o destruïts. Si s'escapa, té el potencial per activar els receptors que estan localitzats tant en altres sinapsis com a la membrana lluny de qualsevol sinapsi. L'activitat extra sinàptica d'un neurotransmissor es coneix com a transmissió de volum. Està demostrat que aquests efectes ocorren en cert grau, però fins a quin punt arriba la seva importància funcional ha sigut objecte de controvèrsia científica des de fa temps. Treballs recents semblen indicar que la transmissió de volum podria ser la manera predominant d'interacció per a alguns tipus especials de neurones. En el còrtex cerebral dels mamífers, una classe de neurones anomenades cèl·lules neurogliformes poden inhibir altres neurones corticals veïnes alliberant neurotransmissors GABA en l'espai extracel·lular. Aproximadament un 78% de les neurogliaformes no formen sinapsis clàssiques. Probablement això sigui el primer indici de la comunicació química de neurones en la qual les sinapsis no són presents.

## Relació entre sinapsis elèctriques
Una sinapsi elèctrica és un enllaç mecànic i elèctric entre dues neurones adjacents que està format per un espai curt entre les cèl·lules pre- i post-sinàptiques com a “gap junction”. A una gap junction les cèl·lules es troben més a prop que a una sinapsi química. Com oposició a les sinapsis químiques, el potencial postsinàptic a les sinapsis elèctriques no és causat per l'obertura de canals iònics per sinapsis químiques que es troben al llarg del sistema nerviós central, encara que són menys comuns que les sinapsis químiques.